# Provincia di Tomás Frías
La provincia di Tomás Frías è una delle 16 province del dipartimento di Potosí nella Bolivia meridionale. Il capoluogo è la città di Tinguipaya.
Al censimento del 2001 possedeva una popolazione di 176 922 abitanti.

## Geografia antropica

### Suddivisioni amministrative
La provincia è suddivisa in 4 comuni:
- Potosí
- Tinguipaya
- Urmiri
- Yocalla